# Землеробство в Башкортостані
Землеро́бство в Башкортоста́ні — галузь сільського господарства у своєму хронологічному та агрокультурному розвитку, що є традиційним заняттям для башкир та інших народів Республіки Башкортостан — суб'єкту Російської Федерації.

## Передумови та зародження землеробства
Особливості клімату (континентальність) та природно-екологічних умов (здебільшого степові та гірські ландшафти, частково тайга) сприяли тому, що на цій території здавна велося кочове господарство. Проте за тривалий період геологічного розвитку у Приураллі сформувався потужний пласт чорноземів та інших типів ґрунтів, що були придатні для сільськогосподарського використання.
На Південному Уралі землеробство відомо з епохи бронзи. Населення Приуралля було знайоме з мотичним землеробством. Про це свідчать виявлені на поселеннях Баланбаш, Тюбяк, в Єленівському археологічному мікрорайоні, Біккулівских та Юмаківских поселеннях бронзові серпи, кам'яні зернотертки, мотики, ступи. Під посіви використовувалися родючі заплави, вирощувалися пшениця, просо, ячмінь. У ранню залізну добу отримує розвиток і орне землеробство.
Примітивні форми підсічно-вогневого і перелогового землеробства, заснованого на використанні природної родючості ґрунту, були відомі в лісових і лісостепових районах, на північному заході Башкортостану.
Основними знаряддями обробки ґрунту були залізні мотики і плуги, зерна — кам'яні зернотертки і жорна. Вирощувалися пшениця, коноплі, жито, овес, просо, ячмінь. На Імендяшевському городищі, Новотурбаслінських селищах виявлені господарські ями для зберігання зерна. Бронзові лемеші, мотики, плужні різці, серпи, коси були знайдені також у складі скарбів.
Землеробство у башкир — одне з занять в системі традиційного господарства. Найбільш ранніми системами землеробства були заліжна, перелогова і підсічно-вогнева.

## XVIII-ХІХ століття
Заняття землеробством у башкир, що жили неподалік Казанської дороги (даруги) засвідчені ще на початку XVIII ст. Відомо, що західні башкири сіяли жито й фактично забезпечували продовольством фортецю Уфу. Ранньому переходу до осілого способу життя та рільництва сприяло сусідство з народами, що здавна практикували землеробство (казанські татари, марійці, росіяни та ін.).
Про розвиток землеробства у місцевого населення свідчить і наявність млинів у той час. Частина млинів будувалася башкирами-землеробами. Башкирські феодали на своїх полях вирощували жито, ярові культури, коноплю, льон і навіть овочі. Уже в середині XVIII ст. в Західній Башкирії починають практикувати трипільну систему землеробства.
Про високий розвиток господарства в 1745 році доповідав губернатор цього краю Неплюєв. Як він стверджував, жителі Казанської дороги старанно займаються землеробською працею та заготовляють сіно для худоби й на середину століття стали виробляти продукції на рівні, достатньому не лише для власного споживання, а й для прожажу.
Розвиток землеробства спричинив появу надлишкового продукту, як наслідок — з башкирської общини починає виділятися частина багатих землевласників, які починають експлуатувати працю своїх соплемінників.
Деякі осілі башкири починають переселятися зі своїх аулів на більш врожайні землі.
Структура землеробського населення починає суттєво змінюватися в ХІХ ст., коли тут збільшується кількість так званих «припущеників» — переселенців, як правило, не башкир.
З другої половини ХІХ ст. починається активна купівля землі у місцевого населення — «вотчинників».
Південно-східна частина Башкортостану, де місцеве населення майже не займалося землеробством, манило сюди численних переселенців з різних місць Російської імперії. Вартість землі тут була надзвичайно дешевою, а земля — родючою. Після відміни кріпосного права переселенці стали найбільш активними носіями нових принципів господарювання, українці, білоруси, німці, латиші та ін. несли з собою передові аграрні технології, досвід товарно-грошових відносин. Результатом цих змін стало швидке збільшення посівних площ.
За темпами приросту посівів Південний Урал (Уфимська та Оренбурзька губернії) відставали лише від степової України. Особливо швидко зростала розораність землі з другої половини 1880-х років, коли була проведена залізнична магістраль.
Товарні посіви пшениці і вівса (для гірничих заводів, де було зайнято велике поголів'я робочих коней) вже грали головну роль.
Розвиток сільського господарства відбувалося майже виключно на екстенсивній основі — за рахунок розорювання родючих земель. У краї було поширене безсистемне рільництво. Трипілля міцно вкоренилося лише на заході губернії. Удобрювання ріллі навіть серед російського населення зустрічалося не скрізь, а у башкир воно взагалі було рідкісним явищем. Селянство було переконане, що піднятий чорноземний ґрунт не потребує добрив. Наслідком екстенсивного землеробства була повна залежність від жорстких природних умов, часті недороди, посухи.
У пореформеній Башкирії можна виділити три типи господарювання — господарство північно-західних башкир уже мало чим відрізнялося від татарського чи російського. В центральній частині був поширений гірсько-відгінний тип господарювання, площі засівалися невеликі, іноді населення взагалі не займалося землеробством. На півдні внаслідок продажу поселенцям частини своїх земель, у місцевих башкир уже не було вдосталь територій для сезонних перекочівок. Розміри перекочівок зменшуються, аж поки на кінець ХІХ ст. напівкочове скотарство зводиться в регіоні нанівець.
Як і новоприбулі, південні башкири починають займатись вирощуванням зернових, зокрема й «російського» хліба — пшениці. На рубежі століть у господарствах заможних селян починають використовувати перші сільськогосподарські машини й устаткування.

## Господарське районування башкирських земель (початок ХХ століття)

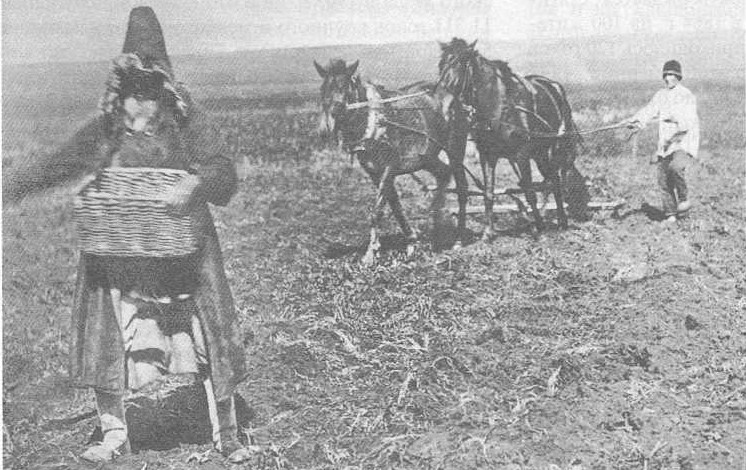
Башкири на посівній; початок ХХ століття

Районування території краю за матеріалами перепису 1917 року здійснив агроном І. Л. Орлов. Ним були виділені дев'ять основних сільськогосподарських районів.
- Велика частина північного заходу і центру краю входила до першого житньо-вівсяного району (Бирський[ru], велика частина Белебеївського[ru] і Уфимського[ru], північ Стерлітамакського повіту[ru]). В цьому районі використовували трипільну систему.
- Біля Уфи склався другий, приміський район з восьми волостей Уфимського повіту з переважно російським населенням. Крім зернових, місцеві жителі вирощували продукцію для ринку. У другому районі також існувало трипілля, вже вводилися посіви кормових трав, вирощували картоплю та овочі, тримали велике поголів'я свиней.
- Найвищим рівнем агротехніки відзначався третій, з покращеним зерновим, картопляним та травопільним господарством, район, який включав кілька волостей Уфимського і Стерлітамакського повітів. Розвиненою культурою сільськогосподарського виробництва тут виділялися латиші.

Безперервно зростаючий попит на пшеницю для міського населення і експорту сприяв складанню кількох пшеничних районів.
- Четвертий район включав волості Белебеївського і Стерлітамкського повітів поблизу Самаро-Златоустівської залізниці[ru].
- П'ятий пшеничний район включав найпівденніші волості Стерлітамакського повіту і лісостепові чорноземні волості Оренбурзької губернії, що огинали з півдня Уральські гори.
- Шостий пшеничний район охоплював хліборобську зону Златоустівського повіту[ru]. Рівень агротехніки тут наближався до трипілля, великий попит на «білий» хліб з боку навколишнього гірничозаводського люду, вивезення зерна з регіону стимулювали розширення посівів під пшеницю.
- На правобережжі Стерлітамакського повіту до початку XX ст. зберігся ареал древнього башкирського землеробства — сьомий, просяний район.
- Гірські та лісові волості Уфимської та Оренбурзької губернії становили восьмий, тваринницький район.
- В гірських лісах Златоустівського повіту, які безпосередньо примикали до промислової зони, місцеві жителі спеціалізувалися на вирощуванні вівса — «палива» гужового транспорту (дев'ятий район)[4].

Башкирський історик та етнограф Раїль Кузеєв виділяє в Башкирії чотири господарських райони:
1. осілого землеробського господарства,
2. нового осілого землеробського господарства,
3. змішаного землеробсько-скотарського господарства,
4. змішаного скотарсько-лісопромислового господарства.

Більшість башкир (60 %), за його підрахунками, проживала в районах осілого землеробського господарства.
Столипінська реформа поглибила капіталізацію сільського господарства Башкирії. Найкраще вона була сприйнята на півдні та північному сході. У північно-західних башкирських землях панували патріархально-общинні традиції, існувало малоземелля.
Південний Урал на початку XX ст. був одним з основних зернових регіонів Російської імперії. В середньому за 1909—1913 рр. за величиною надлишків хліба і картоплі на душу населення Уфимська губернія займала 12-е місце (11,5 пуд.), Оренбурзька — 16-е місце (8,16 пуд.). Якщо південні губернії вивозили пшеницю і ячмінь, то Уфимська губернія спеціалізувалася на житньо-пшеничному експорті. Звідси хліб здебільшого експортувався за кордон.
У роки Першої світової війни експорт зерна значно знизився. Припинення вивозу зерна призвело до збільшення запасів в селянському господарстві, на що також вплинули наростаючий товарний голод та інфляція. Надлишки хліба селяни спрямовували на самогоноваріння, корм худобі, стали краще харчуватися.

## Радянський період
1925 рік — початок проведення землевпорядних робіт в Башкортостані.
1928 рік — у зв'язку з хижацьким землекористуванням та запустінням орендованих земель в республіці вводилася заборона на орендні відносини.
В 1930-х роках була введена колгоспно-радгоспна система.
В роки Другої світової війни матеріально-технічна база сільського господарства значною мірою була підірвана, урожайність полів знизилася, скоротилися посівні площі.
З 1946 по 1953 рік у Башкирській автономній республіці подвоїлася кількість тракторів, збільшилася більш ніж в 5 разів кількість вантажних автомобілів, комбайнів — майже в 2 рази.
1950-ті — перша половина 1960-х років — нова епоха в історії краю. Фактором підйому сільського господарства в ті роки стало освоєння цілинних і перелогових земель. У Башкирії воно проводилося в Заураллі, де були сотні тисяч гектарів угідь, не залучених до сільськогосподарського обороту. На освоєння нових земель було залучено біля 4,5 тис. осіб. У республіці протягом двох років було піднято півмільйона гектарів цілинних і перелогових земель, що дозволило помітно збільшити виробництво зерна: в урожайному 1956 році з освоєних земель було отримано понад третину всього хліба, зданого колгоспами і радгоспами. Надалі віддача від цілинних земель зменшувалася через ерозію ґрунту та ряд інших негативних процесів. Проведені заходи дозволили досягти позитивних зрушень: подолати відсталість сільського господарства, розширити посівні площі, зміцнити економіку колгоспів і радгоспів, підвищити врожайність зернових.
Період 1960-х — 1980-х років для землеробства Башкирської АРСР характеризується наступними рисами:
- подальше наростання механізації й часткової автоматизації землеробства;
- поява вузькоспеціалізованих господарств;
- збитковість рільництва: вирощування всіх культур, крім зернових, було нерентабельним[8].

## Землеробство Башкортостану на сучасному етапі
Сьогодні аграрний сектор є одним з основних в республіці. В Башкортостані значною мірою вдалося зберегти аграрно-промислову інфраструктуру в буремні 1990-ті. За обсягом сільгосппродукції на межі тисячоліть республіка займала друге-третє місця в Росії, щорічні валові збори зернових становили 3,5 — 3,6 млн тонн.
В 2000-х з метою підтримки села були створені республіканські машино-технологічні станції з філіями, організована закупівля в лізинг імпортної високопродуктивної сільськогосподарської техніки.